# José Luna Morales
José Luis Luna Morales (Jesús María, 24 de mayo de 1988) es un administrador de negocios y político peruano. Es regidor de la Municipalidad de Lima desde el 1 de enero del 2023 y fue congresista de la república durante el periodo 2020-2021.

## Biografía
Nació en el Distrito de Jesús María, ubicado en la ciudad de Lima, el 24 de mayo de 1988. Es hijo del congresista y líder del partido Podemos Perú, José Luna Gálvez.
Hizo sus estudios primarios y secundarios en Lima. Luego estudió la carrera de administración de negocios en la Universidad Privada Telesup, donde su padre es dueño fundador. Obtuvo también la maestría en Administración Estratégica de Empresas en la Pontificia Universidad Católica del Perú en 2015.
Fue gerente general de la Universidad Privada Telesup y de la Universidad Ciencias de la Salud.

## Carrera política
Incursionó en la política como miembro del partido Solidaridad Nacional de Luis Castañeda Lossio. Es también miembro de la marcha conservadora “Con mis hijos no te metas”.

### Congresista de la República
En 2020 fundó el partido Podemos Perú, junto con su padre, y luego postuló al Congreso de la República en las elecciones parlamentarias de ese mismo año por la lista electoral de Lima Metropolitana. Luna fue elegido como congresista de la república, obteniendo 105,471 votos, para completar el periodo parlamentario 2016-2021.
Durante su labor parlamentaria, Luna fue defensor de los aportantes de la ONP, AFP y del FONAVI.
Durante el 2020, Luna, al igual que los 105 congresista, votó a favor de los 2 procesos de vacancia contra el expresidente Martín Vizcarra.